# René-Pierre Choudieu
René-Pierre Choudieu, né le 26 novembre 1761 à Angers, mort le 9 décembre 1838 à Paris, est un homme politique de la Révolution française.

## Carrière
À l'annonce de la Révolution, alors qu'il est titulaire de la charge de substitut au présidial d'Angers, il décide de s'emparer  du château de la ville et est élu par la suite accusateur public auprès du tribunal criminel du Maine-et-Loire.

### Mandat à la Législative
La France devient une monarchie constitutionnelle à la suite de la promulgation de la Constitution du 3 septembre 1791. Le même mois, Pierre-René Choudieu est élu député du département du Maine-et-Loire, le deuxième sur onze, à l'Assemblée nationale législative.
Choudieu adhère au club des Jacobins dès le début de son mandat. 
En mars 1792, il vote en faveur de la mise en accusation de Bertrand de Molleville, le ministre de la Marine. En avril, il vote pour que les soldats du régiment de Châteauvieux, qui s'étaient mutinés lors de l'affaire de Nancy, soient admis aux honneurs de la séance. En août enfin, il vote en faveur de la mise en accusation du marquis de La Fayette.

### Mandat à la Convention
La monarchie française prend fin à l'issue de la journée du 10 août 1792 : les bataillons de fédérés bretons et marseillais alliés aux habitants des faubourgs de Paris prennent le palais des Tuileries. Le roi et sa famille sont incarcérés le 13 à la tour du Temple. 
En septembre 1792, Choudieu est réélu député du département du Maine-et-Loire, le premier sur onze, à la Convention nationale.
Il siège sur les bancs de la Montagne. Lors du procès de Louis XVI, il vote la mort et rejette l'appel au peuple et le sursis à l'exécution. Il ne participe ni au scrutin sur la mise en accusation de Jean-Paul Marat en avril 1793, ni à celui sur le rétablissement de la Commission des Douze en mai de la même année. 
Choudieu est en effet envoyé en mission à plusieurs reprises durant son mandat. Le 8 mars 1793, il est envoyé aux côtés de Jean-Nicolas Méaulle auprès de la section parisienne des Champs-Élysées. Le lendemain, il est envoyé, aux côtés de Joseph-Étienne Richard dans les départements du Maine-et-Loire et de la Sarthe afin d'accélérer la levée en masse. En avril, il est envoyé auprès de l'Armée des côtes de La Rochelle. En pluviôse an II enfin (en février 1794), il est envoyé auprès des armées du Nord et des Ardennes. 
Choudieu rentre à Paris après la chute de Robespierre. D'après les historiens Françoise Brunel et Michel Biard, il siège parmi les « derniers Montagnards » qui s'opposent à la réaction thermidorienne. À l'issue de l'insurrection du 12 germinal an III (1er avril 1795), ainsi que ses collègues montagnards Amar, Chasles, Duhem, Huguet, Foussedoire et Ruamps, il est décrété d'arrestation et incarcéré au fort de Ham. Ils sont amnistiés lors de la séparation de la Convention. 
Proscrit sous le Consulat pour avoir été mis en cause dans l'attentat de la rue Saint-Nicaise, il se réfugie en Hollande et ne revient en France que sous l'Empire. Banni en 1816 comme régicide, il s'installe en Belgique.

## Œuvre
- Mémoires et notes de Choudieu (1761-1838) / publ. d'après les papiers de l'auteur, avec une préf. et des remarques, par Victor Barrucand lire en ligne sur Gallica

## Postérité
Son nom a été donné à une rue du centre-ville d'Angers, ainsi qu'à une rue près de la gare de Saumur.